# Karl Sacherl
Karl Sacherl (* 10. Februar 1916 in Zweibrücken; † 5. November 1994) war ein deutscher Psychologe.

## Leben
Sacherl studierte von 1935 bis 1937 Medizin und Rechtswissenschaften an der Universität Heidelberg. 1937 wurde er zur Wehrmacht eingezogen. Zuletzt war er Oberleutnant der Reserve. Von 1946 bis 1950 studierte er Psychologie an der Universität Mainz (Diplom). 1950 wurde er bei Albert  Wellek an der Philosophischen Fakultät mit der Dissertation Berufsmensch und Privatmensch. Eine sozialpsychologische Untersuchung der typischen Grundmöglichkeiten ihres Verhältnisses zum Dr. phil. promoviert.
1951 war er Assistent bei Karl Schlechta am Institut für Philosophie, Pädagogik und Psychologie an der Technischen Hochschule Darmstadt. 1953 war er Lehrbeauftragter für Angewandte Psychologie und Sozialpsychologie. 1954 habilitierte er sich. 1961 wurde er außerplanmäßiger Professor und 1966 Wissenschaftlicher Rat. 1971 wurde er Professor. 1976/77 war er Dekan des Fachbereichs 3.
Er war Mitglied der Deutschen Gesellschaft für Psychologie und der Deutschen Werbewissenschaftlichen Gesellschaft.

## Schriften (Auswahl)
- Berufsmensch und Privatmensch. Eine sozialpsychologische Untersuchung der typischen Grundmöglichkeiten ihres Verhältnisses. Verlag für Psychologie, Göttingen 1954.
- mit Friedrich August Freiherr von der Heydte (Hrsg.): Soziologie der deutschen Parteien. Isar-Verlag, München 1955.
- Die Pedanterie. Verlag für Psychologie Hogrefe, Göttingen 1957.